# Arghistan (vattendrag)
Arghistan, eller Arghastan, (persiska: ارغستان) är ett periodiskt vattendrag i södra Afghanistan. Det rinner upp i provinsen Zabol och fortsätter in i Kandahar, där det mynnar i floden Dori.